# 莫尼卡·拉米雷茲·阿貝拉
莫尼卡·拉米雷茲·阿貝拉（1993年12月27日—）是一名安道爾游泳運動員，曾代表國家參加2012年倫敦奧運的女子100米背泳，並未獲得獎牌。她也參加了2013年世界游泳錦標賽女子50米自由泳比賽。